# Lijst van Amerikaanse bands
Dit is een lijst van Amerikaanse bands.

## *
- *NSYNC

## 2
- 2 Live Crew

## 3
- 3 Doors Down
- 36 Crazyfists
- 3T
- 30 Seconds to Mars

## 4
- 4 Non Blondes

## 9
- 98 Degrees

## A
- A Perfect Circle
- Abattoir
- Abdullah
- Abscess
- Absu
- Acheron
- Acid Bath
- Aerosmith
- Aftermath
- Agalloch
- Agent Steel
- Agents of Oblivion
- Aghora
- Agnostic Front
- Agony Column
- The Agony Scene
- Agoraphobic Nosebleed
- Alabama Thunderpussy
- Alas
- Alcatrazz
- Alchemy X
- Alice in Chains
- All That Remains
- All Time Low
- All Too Human
- Allister
- Amen
- Americade
- Anacrusis
- Anberlin
- Angel Corpse
- Anthrax
- Antithesis
- Anvil Bitch
- Apocrypha
- Archetype
- Archie Bunker
- Armored Saint
- Artension
- Ashtar Command
- Assück
- At War
- Atheist
- The Atomic Bitchwax
- Atomic Opera
- Atreyu
- Atrophy
- Attacker
- Attention Deficit
- Audioslave
- Aurora Borealis
- Avenged Sevenfold
- Awkward Thought

## B
- The B-52's
- Backstreet Boys
- Bad Religion
- The Band
- The Bangles
- BarlowGirl
- The Beach Boys
- Beastie Boys
- The Black Eyed Peas
- Black Flag
- Blink-182
- Blondie
- Bloodhound Gang
- Bon Jovi
- Boston
- Buffalo Springfield
- The Byrds

## C
- Cake
- Canned Heat
- Chevelle
- Chicago
- Clap Your Hands Say Yeah
- Commodores
- Counting Crows
- Creedence Clearwater Revival
- Crosby, Stills & Nash (& Young)

## D
- Deap Vally
- Death Cab for Cutie
- Deep Dish
- Deftones
- Defunkt
- Destiny's Child
- Dog Eat Dog
- The Doobie Brothers
- The Doors of the 21st Century
- The Doors
- Dream Theater
- The Dresden Dolls
- Dropkick Murphys

## E
- Eagles
- Earth, Wind & Fire
- En Vogue
- Evanescence
- The Everly Brothers

## F
- Fastball
- Faith No More
- Fall Out Boy
- Fantômas
- Flipper
- The Flying Burrito Brothers
- Foo Fighters
- The Freak Accident
- Fugees

## G
- Gang Starr
- Garbage
- Goo Goo Dolls
- Good Charlotte
- Grateful Dead
- Green Day
- Green River
- Grey Eye Glances
- Guided by Voices
- Guns N' Roses
- Guster

## H
- Hole
- Hüsker Dü
- The Hi-Lo's

## I
- Imagine Dragons
- Incubus
- Indigo Girls
- Infernal Noise Brigade
- Interpol
- I Prevail
- Isis

## J
- Jaya the Cat
- The Jayhawks
- Jefferson Airplane
- Jimmy Eat World
- Jonas Brothers

## K
- K-Ci & JoJo
- The Killers
- Kings of Leon
- Kiss
- Kool & The Gang
- Korn

## L
- Labelle
- Lifehouse
- Limp Bizkit
- Linkin Park
- Live
- Living Colour

## M
- My Chemical Romance
- Mad Season
- The Mamas and the Papas
- Man or Astro-Man?
- Manowar
- Marilyn Manson
- Maroon 5
- Mazzy Star
- Meat Puppets
- The Melvins
- Megadeth
- Metallica
- Miami Sound Machine
- Middle Class Rut
- Morningwood
- Mother Love Bone
- The Mothers of Invention
- Mr. Big
- Mudhoney
- Murderdolls
- Mute Math
- MxPx
- My Morning Jacket
- Mötley Crüe

## N
- N.E.R.D
- New Power Generation
- New York Dolls
- Nine Inch Nails
- Nirvana
- No Doubt
- NOFX
- No Mercy
- N.W.A

## O
- Obituary
- The Offspring
- OneRepublic
- OutKast

## P
- Panic! at the Disco
- The Parlor Mob
- P.O.D.
- Pearl Jam
- Pennywise
- Peter, Paul and Mary
- Pillar
- Pixies
- The Pointer Sisters
- The Postal Service
- The Psychedelic Rangers
- Puddle of Mudd

## Q
- Queens of the Stone Age
- Quicksilver Messenger Service

## R
- R5
- R.E.M.
- The Raconteurs
- Radio 4
- Rage Against the Machine
- Ramones
- Rancid
- Rat Pack
- Real Milli Vanilli
- Red Hot Chili Peppers
- Redbone
- Reel Big Fish
- REO Speedwagon
- Rick & the Ravens
- Rollins Band

## S
- Salt-N-Pepa
- Santana
- Screaming Trees
- Simon & Garfunkel
- Slayer
- Slint
- Slipknot
- Sly & the Family Stone
- The Smashing Pumpkins
- Snap!
- Sonic Youth
- Soul Coughing
- Soundgarden
- Spirit
- Stone Temple Pilots
- Story of the Year
- The Strokes
- Sublime
- The Sugarhill Gang
- Sunny Day Real Estate
- The Supremes
- System of a Down

## T
- Talking Heads
- Team Sleep
- The Black Eyed Peas
- They Might Be Giants
- Thirty Seconds to Mars
- Thrice
- The Time
- The Tokens
- Tony! Toni! Toné!
- Tool
- Toto
- Trammps
- The Tubes
- Train
- TV on the Radio
- Twenty One Pilots

## V
- Vampire Weekend
- Van Halen
- Velvet Revolver
- The Velvet Underground
- Violent Femmes
- Vixen

## W
- Warbly Jets
- We Are Scientists
- The Weepies
- Weezer
- White Lion
- Wilco
- Womack & Womack

## Y
- Yellowcard
- Yo La Tengo
- Yeah Yeah Yeahs
- Youngblood Brass Band

## Z
- Zebrahead
- ZZ Top